# Andreas Larsen
Andreas Beck Larsen, född 22 maj 1990 i Köpenhamn, är en dansk fotbollsmålvakt som spelar för Trelleborgs FF.

## Karriär
Larsen fick sin fotbollsfostran i Brøndby IF innan han i januari 2011 gick till Hvidovre IF. Larsen spelade 125 matcher för klubben.
I december 2014 värvades Larsen av Lyngby BK, där han skrev på ett halvårskontrakt. I december 2015 förlängde Larsen sitt kontrakt fram till sommaren 2017. Säsongen 2015/2016 var han med och tog upp Lyngby BK i Superligaen. I juni 2017 förlängde Larsen sitt kontrakt med ett år.
I maj 2018 gick Larsen till isländska Vikingur Reykjavik. I mars 2019 värvades Larsen av Trelleborgs FF, där han skrev på ett tvåårskontrakt. Den 7 april 2019 gjorde Larsen sin Superettan-debut i en 3–1-förlust mot Varbergs BoIS. Larsen spelade totalt 38 ligamatcher under två säsonger för Trelleborgs FF. Efter säsongen 2020 lämnade han klubben.
I januari 2021 gick Larsen till 2. division-klubben BK Frem, där han skrev på ett halvårskontrakt. I januari 2022 återvände Larsen till Trelleborgs FF, där han skrev på ett tvåårskontrakt. I september 2023 förlängde Larsen sitt kontrakt i klubben fram över säsongen 2025.